# Autostrada A60 (Algeria)
L'autostrada A60, chiamata anche raccordo di Mostaganem (in francese: Penetrante de Mosstaganem), è un'autostrada dell'Algeria mirata a collegare la città di Mostaganem all'autostrada A1.

## Tabella percorso

### Tratto in esercizio
| A60 - Raccordo di Béjaïa |                                                             |      |      |            |
| Tipo                     | Indicazione                                                 | ↓km↓ | ↑km↑ | Provincia  |
|                          | A1 Autostrada dell'Ovest (svincolo 56) Strada nazionale 90A | 0,0  | ..   | Relizane   |
|                          | Sidi Khettab - Zona industriale                             | ..   | ..   | Relizane   |
|                          | Aïn Tedles - Oued El Kheir                                  | ..   | ..   | Mostaganem |
|                          | Mesra - Mansoura - CW42                                     | ..   | ..   | Mostaganem |
|                          | fine autostrada in esercizio Tangenziale Est di Mostaganem  | 61,0 | ..   | Mostaganem |